# Marko Myyry
Marko-Olavi Myyry (ur. 15 września 1967 w Keravie) – piłkarz fiński grający na pozycji pomocnika. Rozegrał 60 meczów w reprezentacji Finlandii i strzelił w niej 2 gole.

## Kariera klubowa
Karierę piłkarską Myyry rozpoczął w klubie Keravan Pallo -75. Następnie w 1986 roku został zawodnikiem Haki. W tamtym roku zadebiutował w jej barwach w pierwszej lidze fińskiej i stał się jej podstawowym zawodnikiem. W Hace występował przez dwa lata.
W 1987 roku Myyry przeszedł do drugoligowego niemieckiego klubu SV Meppen. Występował w nim przez dwa sezony - 1987/1988 i 1988/1989. W 1989 roku odszedł z Meppen do belgijskiego KSC Lokeren. W Lokeren, podobnie jak w Meppen, grał w podstawowym składzie. W 1991 roku został wybrany Piłkarzem Roku w Finlandii. W 1994 roku odszedł z Lokeren i wrócił do SV Meppen. W 1998 roku spadł z nim do Regionalligi, a w 2000 roku do Oberligi. W 2001 roku został zawodnikiem Blau-Weiß Dörpen, a w 2003 roku zakończył w nim swoją karierę.
| Sezon   | Klub             | Kraj      | Rozgrywki     | Mecze | Bramki |
| ------- | ---------------- | --------- | ------------- | ----- | ------ |
| 1986    | FC Haka          | Finlandia | Veikkausliiga | 22    | 5      |
| 1987    | FC Haka          | Finlandia | Veikkausliiga | 18    | 1      |
| 1987/88 | SV Meppen        | RFN       | 2. Bundesliga | 23    | 5      |
| 1988/89 | SV Meppen        | RFN       | 2. Bundesliga | 36    | 9      |
| 1989/90 | KSC Lokeren      | Belgia    | Eerste klasse | 28    | 6      |
| 1990/91 | KSC Lokeren      | Belgia    | Eerste klasse | 31    | 6      |
| 1991/92 | KSC Lokeren      | Belgia    | Eerste klasse | 28    | 6      |
| 1992/93 | KSC Lokeren      | Belgia    | Eerste klasse | 32    | 4      |
| 1993/94 | KSC Lokeren      | Belgia    | Eerste klasse | 30    | 3      |
| 1994/95 | SV Meppen        | Niemcy    | 2. Bundesliga | 32    | 2      |
| 1995/96 | SV Meppen        | Niemcy    | 2. Bundesliga | 31    | 3      |
| 1996/97 | SV Meppen        | Niemcy    | 2. Bundesliga | 31    | 4      |
| 1997/98 | SV Meppen        | Niemcy    | 2. Bundesliga | 22    | 1      |
| 1998/99 | SV Meppen        | Niemcy    | Regionalliga  | 26    | 2      |
| 1999/00 | SV Meppen        | Niemcy    | Regionalliga  | 18    | 2      |
| 2000/01 | SV Meppen        | Niemcy    | Oberliga      | ?     | ?      |
| 2001/02 | Blau-Weiß Dörpen | Niemcy    | Oberliga      | ?     | ?      |
| 2002/03 | Blau-Weiß Dörpen | Niemcy    | Oberliga      | ?     | ?      |

## Kariera reprezentacyjna
W reprezentacji Finlandii Myyry zadebiutował 5 sierpnia 1986 roku w przegranym 1:3 towarzyskim meczu ze Szwecją. W swojej karierze grał w eliminacjach do MŚ 1990, Euro 92, MŚ 1994, Euro 96 i MŚ 1998. Od 1986 do 1997 roku rozegrał w kadrze narodowej 60 meczów i strzelił w nich 2 gole.